# No hasta mañana
No hasta mañana är en EP av artisten Dree Low. Det är Dree Lows andra album. Hans tidigare album var Jet som i France. Albumet släpptes 2018 via Stadsbild Musik. Albumet innehåller fem låtar, och gästas av Aden x Asme.

## Låtar på albumet
| Nr | Titel                  | Längd | Notering |
| -- | ---------------------- | ----- | -------- |
| 1. | Hyenor                 | 3:03  |          |
| 2. | No hasta mañana        | 2:39  |          |
| 3. | Öga för öga (med Aden) | 3:02  |          |
| 4. | Musht                  | 2:55  |          |
| 5. | Tänk noga (med Asme)   | 3:53  |          |